# Liste der Mitglieder der Landstände von Waldeck 1848
Diese Liste nennt die Mitglieder der Landstände von Waldeck 1848 auf dem letzten Landtag der "alten Stände".

## Einleitung
Rechtsgrundlage für die Landstände war die Landständische Verfassungsurkunde für das Fürstentum Waldeck vom 19. April 1816, der sogenannte Landesvertrag. Danach bestanden die Landstände wie bisher aus den Besitzern der Rittergüter (Ritterschaft) und den Vertretern der Städte. Hinzu kamen 10 Vertreter des Bauernstandes (je Justizoberamt wurden zwei auf Lebenszeit gewählt) und ein Vertreter der Stadt Arolsen. Die Liste nennt die Abgeordneten zwischen dem 3. April 1848 (dem Tag der Eröffnung des 1848er Landtags) und dem 14. Juni 1848 (dem Tag der Eröffnung des 1848 neu gewählten Landtags). In dieser Zeit fand eine Landtagssession (vom 3. April bis 4. April 1848) statt. Dies war der letzte Landtag der Stände nach altem Recht. Die Landtagssitzung fand im Rahmen der Märzrevolution statt. Beschlossen wurde ein neues Wahlrecht.

## Liste
Die Mitglieder waren:
| Abgeordneter                   | Wohnort                       | Stand                       | Anmerkungen |
| ------------------------------ | ----------------------------- | --------------------------- | --- |
| Johannes Bach                  | Rhoden                        | kleinere Städte             | |
| Carl von Benning               | auf Rhena                     | Ritterschaft                | Nahm am Landtag nicht teil                                                                                            |
| Bernhard Bunte                 | Adorf                         | Bauernstand (OJA Eisenberg) | Nahm nur am 4. April an der Landtagssitzung teil                                                                      |
| Thomas Canisius                | auf Nordenbeck                | Ritterschaft                | Nahm nur am 4. April an der Landtagssitzung teil                                                                      |
| Carl Döhne                     | Niederwildungen               | Bürgermeister               | |
| Ferdinand Duncker              | Korbach                       | Stadtsekretär               | |
| Johannes Ebersbach             | Sachsenhausen                 | kleinere Städte             | |
| Wilhelm Engelhard              | auf Mengeringhausen (Freigut) | Ritterschaft                | |
| Friedrich Ludwig Esau          | Mengeringhausen               | Bürgermeister               | |
| David Freund                   | Fürstenberg                   | kleinere Städte             | |
| Friedrich Graf                 | auf Freienhagen (Burggut)     | Ritterschaft                | Eingetreten am 3. April 1848. Sein Vorgänger Friedrich von Leliwa war bereits 1842 ausgeschieden                      |
| Henrich Graf                   | Nieder-Waroldern              | Bauernstand (OJA Twiste)    | |
| Wilhelm Grebe                  | Helmscheid                    | Bauernstand (OJA Eisenberg) | Eingetreten am 3. April 1848.                                                                                         |
| Daniel Hallenberg              | Sachsenberg                   | kleinere Städte             | Eingetreten Mitte oder Ende April für den am 1. April 1848 ausgeschiedenen Adolph Bangert. Nahm am Landtag nicht teil |
| Wilhelm von Hanxleden          | auf Gershausen                | Ritterschaft                | |
| Friedrich Hastenpflug          | Niederwildungen               | Stadtsekretär               | |
| Henrich Höhle                  | Waldeck                       | kleinere Städte             | |
| Valentin Knierim               | Züschen                       | kleinere Städte             | |
| Henrich Kraushaar              | Helmighausen                  | Bauernstand (OJA Diemel)    | |
| Philipp Krummel                | Altwildungen                  | kleinere Städte             | |
| Carl von Lüninck               | auf Meingeringhausen          | Ritterschaft                | |
| Louis Marc                     | Arolsen                       | Stadt Arolsen               | Eingetreten am 3. April 1848                                                                                          |
| Johann Daniel Michel           | Bergheim                      | Bauernstand (OJA Werbe)     | Eingetreten am 3. April 1848                                                                                          |
| Jonas Nordmeyer                | Freienhagen                   | kleinere Städte             | Nahm nur am 4. April an der Landtagssitzung teil                                                                      |
| Louis von Padtberg             | auf Ottlar (Helmighausen)     | Ritterschaft                | Nahm am Landtag nicht teil. Ausgetreten am 27. April 1848. Kein Nachfolger                                            |
| Johann Heinrich Reddehase      | Landau                        | kleinere Städte             | |
| Jacob Rieder                   | Reinhardshausen               | Bauernstand (OJA Eder)      | Nahm am Landtag nicht teil.                                                                                           |
| Johannes Schäffer              | Bergheim                      | Bauernstand (OJA Werbe)     | |
| Ludwig Schnare                 | Schmillinghausen              | Bauernstand (OJA Diemel)    | |
| August Schreiber               | Massenhausen                  | Bauernstand (OJA Twiste)    | |
| Carl Speirmann                 | auf Cappel (Arolsen)          | Ritterschaft                | |
| Wilhelm Suden                  | auf Helmighausen              | Ritterschaft                | Eingetreten am 3. April 1848                                                                                          |
| Georg Christian Wilhelm Vesper | Korbach                       | Bürgermeister               | |
| Georg Wagener                  | auf Schloss Reckenberg        | Ritterschaft                | Eingetreten am 3. April 1848                                                                                          |
| Friedrich Waldeck              | Korbach                       | Stadtsekretär               | Eingetreten am 22. Mai 1834 für Reinhard Waldeck. Verstorben am 17. Oktober 1842. Nachfolger wurde Ferdinand Duncker  |
| Philipp Waldeck                | auf Altwildungen (Burghof)    | Ritterschaft                | Trat am 27. April 1848 aus. Kein Nachfolger                                                                           |
| Julius Waldschmidt             | Wega                          | Bauernstand (OJA Eder)      | |